# Boerderij Saint-Laurent
De Boerderij Saint-Laurent (Ferme Saint-Laurent) is een kasteelachtige boerderij, gelegen aan de Rue Saint-Laurent 185 te Glaaien (Glons).
Het betrof een bezit van de Sint-Laurentiusabdij te Luik. Het is een grootse vierkantshoeve met vleugels uit de 17e en 18e eeuw. De zuidvleugel is in baksteen op een plint van silex, kalksteen en tufsteen. Deze bevat een 18e-eeuwse toegangspoort waarboven zich het wapen van de 43e abt, Grégoire Limbor, bevindt, met het jaartal 1742 en zijn lijfspreuk: Suavitate ac Robore. De muren vertonen speklagen van baksteen en tufsteen. Ten westen daarvan is de woonvleugel van 1739.
De noordelijke vleugel omvat de stallen, omgeven door twee ronde hoektorentjes. Deze is, tezamen met de oostelijke vleugel, door brand verwoest en nog niet herbouwd.